# Manihot foetida
Manihot foetida är en törelväxtart som först beskrevs av Carl Sigismund Kunth, och fick sitt nu gällande namn av Johann Baptist Emanuel Pohl. Manihot foetida ingår i släktet Manihot och familjen törelväxter. Inga underarter finns listade i Catalogue of Life.